# Sismo de Oaxaca em 2020
O sismo de Oaxaca em 2020 atingiu Oaxaca, México, às 10:29 hora local em 23 de Junho de 2020, com um Mw magnitude de 7,4. O epicentro do terremoto ficava a 30 km de San Miguel del Puerto e a 12 km ao sudoeste de Santa María Zapotitlán. O tremor foi sentido no sul e no centro do México, bem como na Guatemala. Um alerta de tsunami foi emitido para o sul do México, El Salvador, Guatemala e Honduras. Houve relatos de ruas e edifícios sendo sacudidos na Cidade do México. O terremoto foi sentido a 400 milhas do epicentro e cerca de 49 milhões de pessoas o sentiram.